# Wyższa Szkoła Mechatroniki w Katowicach
Wyższa Szkoła Mechatroniki w Katowicach – nieistniejąca już niepubliczna uczelnia z siedzibą w Katowicach przy ul. 11 Listopada 13.

## Historia
Wyższa Szkoła Mechatroniki została wpisana do Rejestru Niepaństwowych Uczelni Zawodowych z numerem 173, na podstawie decyzji Ministra Edukacji Narodowej i Sportu nr DSW-3-JG-4001-242-05 z dnia 20 czerwca 2005 roku.
Od początku swego istnienia kształciła inżynierów z najbardziej poszukiwanych na rynkach pracy specjalnościach oraz utrzymywała związek z lokalnym przemysłem.
Swoje związki z przemysłem uczelnia realizowała poprzez wykonywanie na rzecz firm konkretnych projektów techniczno-badawczych. W ramach praktyk, na bazie umów uczelni z firmami, studenci odbywali kilkutygodniowe praktyki w firmach o profilu produkcji zbieżnej z kierunkiem kształcenia a same firmy miały bezpośredni wpływ na programy nauczania poprzez swojego przedstawiciela w senacie uczelni. Uczelnia realizowała, wspólnie z Głównym Instytutem Górnictwa (GIG) i Regionalną Izbą Gospodarczą w Katowicach (RIG), program unijny „Wzmacnianie praktycznych elementów kształcenia w uczelniach technicznych poprzez wypracowanie modelowych rozwiązań w zakresie organizacji praktyk studenckich”.
Szkoła organizowała także takie przedsięwzięcia jak Festiwal Mechatroniki czy Olimpiadę Mechatroniki, wspierała również koła naukowe, rozwój samorządności studenckiej i aktywnie uczestniczyła w organizacji praktyk studenckich, a dla najlepszych studentów fundowała stypendia.
W roku 2014 Wyższa Szkoła Mechatroniki zakończyła swoją działalność naukowo-dydaktyczną.

## Kształcenie
Uczelnia dawała możliwość kształcenia na trzech kierunkach pierwszego stopnia.
- Edukacja Techniczno-Informatyczna
- Kulturoznawstwo
- Mechatronika

Dodatkowo kandydaci mogli podjąć naukę na studiach podyplomowych.